# Carlos Francisco Federico I de Montmorency-Luxemburgo
Carlos Francisco Federico I de Montmorency-Luxemburgo (París, 28 de febrero de 1662-París, 4 de agosto de 1726), sexto duque de Piney-Luxemburgo, príncipe de Aigremont y de Tingry, marqués de Bellenave por su segundo matrimonio, barón de Mello, condé de Bouteville, de Dangu, de Luxe etc., general francés del Antiguo Régimen y gobernador de Normandía.

## Vida
Fue el hijo mayor del primer mariscal de Luxemburgo y de Magdalena Carlota Bona Teresa de Clermont-Tonnerre-Luxemburgo, en 1688. Él fue creado duque de Beaufort, cambió el título a duque de Montmorency en 1689.
El 6 de noviembre de 1719 vendió el condado de Ligny al duque Leopoldo de Lorena por 2.600.000 libras.
Alcanzó el grado de teniente general de los ejércitos, pero no el bastón de Mariscal de Francia. También fue aceptado en la Orden del Espíritu Santo, recién el 3 de junio de 1724.
Su hijo Carlos Frederico lo sucedió en sus títulos.

### Matrimonios e hijos
El 28 de agosto de 1686, Carlos Federico contrae matrimonio con María Ana d'Albert de Luynes (1671-1694), la hija de Carlos Honorato d'Albert, duque de Chevreuse y de Luynes, par de Francia, caballero de las Órdenes del Rey y de Jeanne Marie Colbert. Ella era la nieta de Jean-Baptiste Colbert, el ministro de Luis XIV. De este matrimonio nacieron:
- María Enriqueta (1692-1696).
- François (murió en la infancia).

El 14 de febrero de 1696, contrae segundas nupcias con Marie Gilonne Gillier de Clérembault (1677-1709), hija de René Gillier de Clérembault, marqués de Clérembault y de Marmande (1614-1713) y de Marie-Louise Le Loup de Bellenave hija de Claude Le Loup y de Marie de Guénégaud. De este matrimonio nacieron:
- Maria Renée (1697 - 1759), duquesa de Retz y de Villeroi por su matrimonio el 15 de abril de 1716 con Luis Francisco de Neuville, duque de Retz y de Villeroi, par de Francia; famoso por su ninfomanía y sus escapadas en Versalles bajo la Regencia, la apodaron "Madame Fiche-le-moi".[3]
- Carlos II Francisco Federico de Montmorency-Luxemburgo (1702-1764), duque de Montmorency y duque de Piney-Luxembourg, príncipe de Tingry.
- Francisca Gillonne (1704 - 20 de marzo de 1768), duquesa de Antin y de Epernon por su matrimonio el 29 de octubre de 1722 con Luis de Pardaillan de Gondrin (1688-1712), duque de Antin y de Épernon, par de Francia, gobernador del Orléanais.
- Anne de Montmorency-Luxemburgo (1707-1740), Conde de Ligny y Conde de Montmorency.